# Philipp Burckhardt
Johann Philipp (Philippus) Burckhardt (auch gelistet als Burchard; * 20. Januar 1627 in Worms; † 15. Januar 1688 in Heidelberg) war Jurist und 1656 Rektor der Universität Heidelberg.

## Leben
Seine Eltern waren der Heidelberger Bürgermeister und Gerichtsassessor Johann Philipp Burchard (Burckhardt) (1592 in Heidelberg; † 1635 in Worms) und Maria Elisabeth de Lannoy (* 1591 in Heidelberg; † 1632 in Birstein). Philipp heiratete am 4. Februar 1657  Susanna Maria d’Orville (Tochter des Friedrichs d’Orville (Dorvilius) und der Maria Modesta Camerarius).
Burckhardt studierte zuerst ab 1644 am Gymnasium Hanau (der jetzigen Hohen Landesschule) und dann an den Universitäten von Marburg, Groningen, Franeker und Leiden in den Niederlanden. In Leiden erhielt er am 11. März 1654 die juristische Doktorwürde. Von da an war er bis 1656 Advokat in Den Haag in den Niederlanden.
Er wurde zusammen mit den Theologen Daniel Tossanus, Johann Heinrich Hottinger und Johann Ludwig Fabricius sowie den Juristen Heinrich David Chuno und Friedrich von Jena zu den herausragenden Dozenten der Universität Heidelberg gerechnet. Er wurde dort am 24. Juni 1656 zum Professor ernannt und war vom 20. Dezember 1656 bis zum 12. Januar 1658 Rektor der Universität. 1658 wurde er Syndikus in Hanau und 1684 Kirchen- und Obergerichtsrat in Heidelberg.

## Wappen
Er führte ein Wappen mit im Schwarz auf dem Schildesfuß stehend eine silberne Burg mit drei zweistöckigen Zinnentürmen, der Torturm doppelt so breit wie die zurückstehenden Seitentürme, mit fünf Zinnen, rundbogigem Tor (ohne Torflügel), halb niedergelassenem, aus drei Längs- und vier Querbalken bestehendem silbernen Fallgatter, zwei viereckigen Fenstern im zweiten Stock, das Dach eine Kreuzblume tragend; die Seitentürme mit je drei Zinnen (ohne Dach) und vier viereckigen Fenstern; die beiden Verbindungsmauern mit anscheinend je zwei Zinnen und einem Fenster. Auf dem silbernen, goldgekrönten und mit goldenem Halskleinode versehenen Helme zwei geöffnete, von Schwarz über Silber quergeteilte Büffelhörner. Helmdecken silbern und schwarz.